# 리 캠프
리 마이클 존 캠프 (Lee Michael John Camp, 1984년 8월 22일 ~ )는 북아일랜드의 축구 선수로, 포지션은 골키퍼이다.